# اف ۶ (سیگار)
اف ۶ (به انگلیسی: F6) یک برند سیگار ایجاد شده در جمهوری دمکراتیک آلمان است؛ که در حال حاضر توسط سیگارسازی Dresden GmbH تولید می‌شود. مالک فعلی این برند فیلیپ موریس است. این برند در سال ۱۹۵۹ پایه‌گذاری گردید.